# Kabelläggningsfartyg

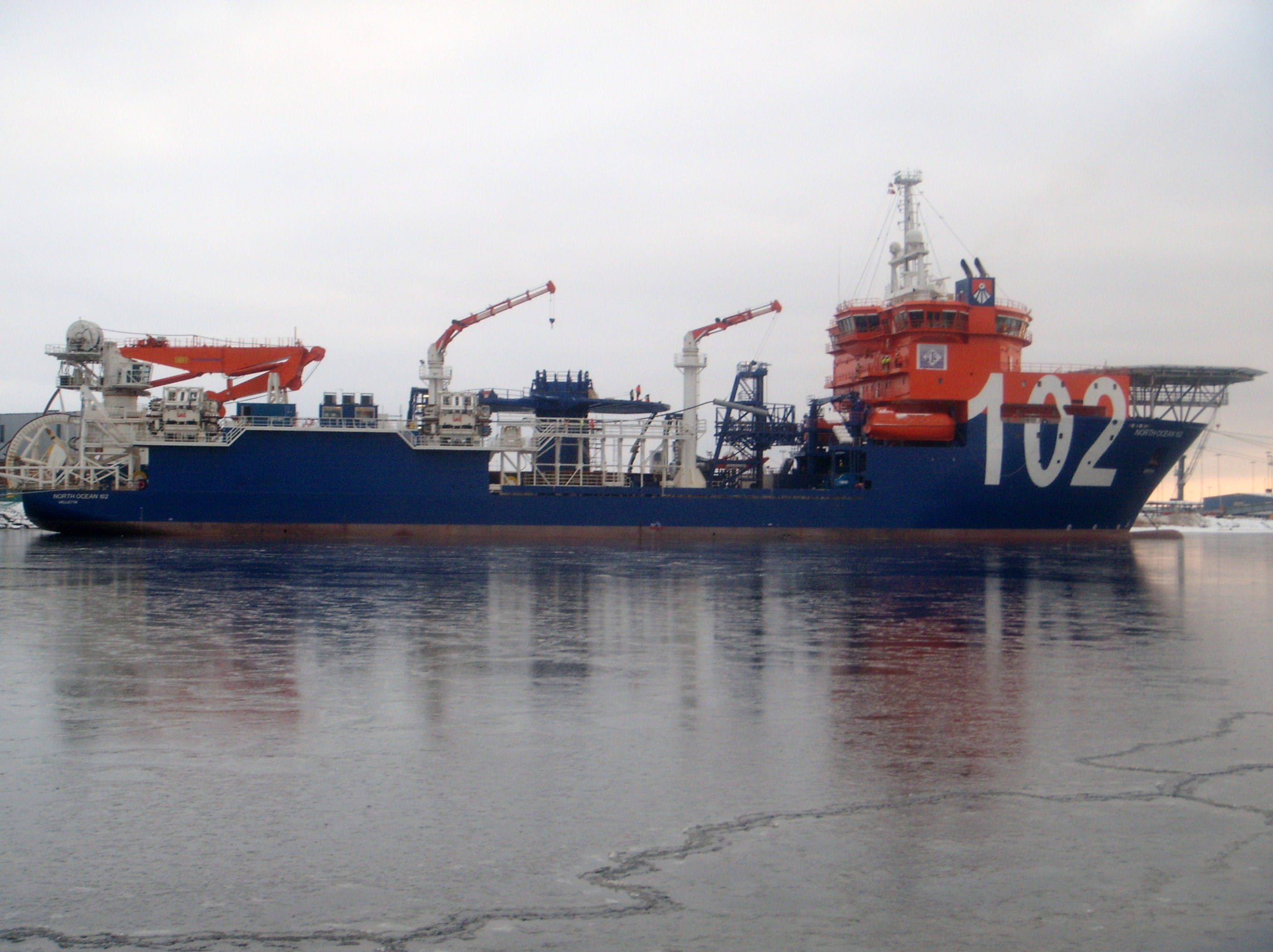
Kabelfartyet North Ocean 102 vid lastning av kabel

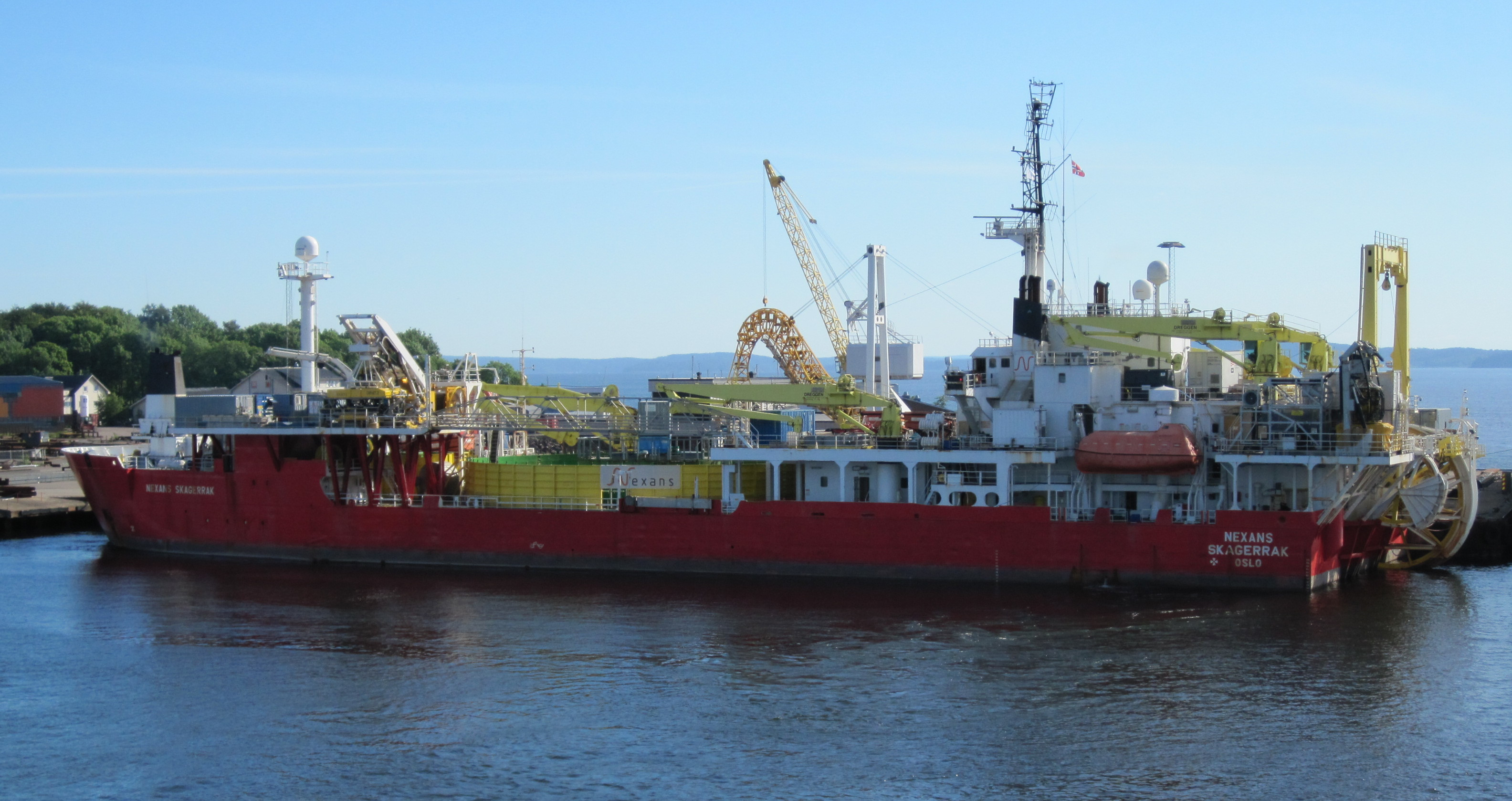
C/S Nexans Skagerak i Horten, 2014

Kabelläggningsfartyg eller kabelfartyg är ett fartyg som är utrustat och byggt för läggning av sjökabel på botten av sjö och hav.
Ett kabelfartyg är ett arbetsfartyg med speciell utrustning för läggning av olika sorts sjökabel. Första gång tekniken användes i större skala var med fartyget SS Great Eastern vid läggningen av den transatlantiska kabeln mellan USA och Europa 1857–1858 . C/S Pleijel är ett svenskt kabelfartyg som är byggt för ändamålet.  Ett kabelfartyg har maskinstyrka och propellerutrustning för att kunna lägga kabel även i hårt väder.  Kabel läggs för flera olika ändamål, till exempel högspänningskabel eller för telefoni mellan öar eller länder över stora avstånd. Även andra anläggningar är beroende av kabelfartyg, till exempel havsbaserade vindkraftverk eller andra anläggningar.

## Bildgalleri

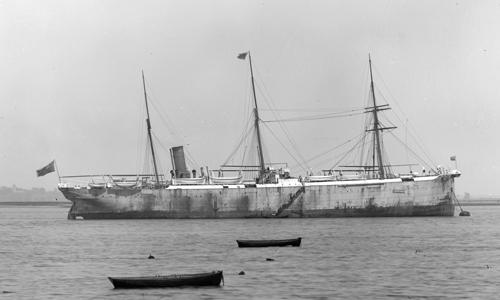
C/S Hooper, världens första specialbyggda kabelläggningsfartyg, byggt i Newcastle-upon-Tyne 1873, nannändrat till CS Silvertown 1881
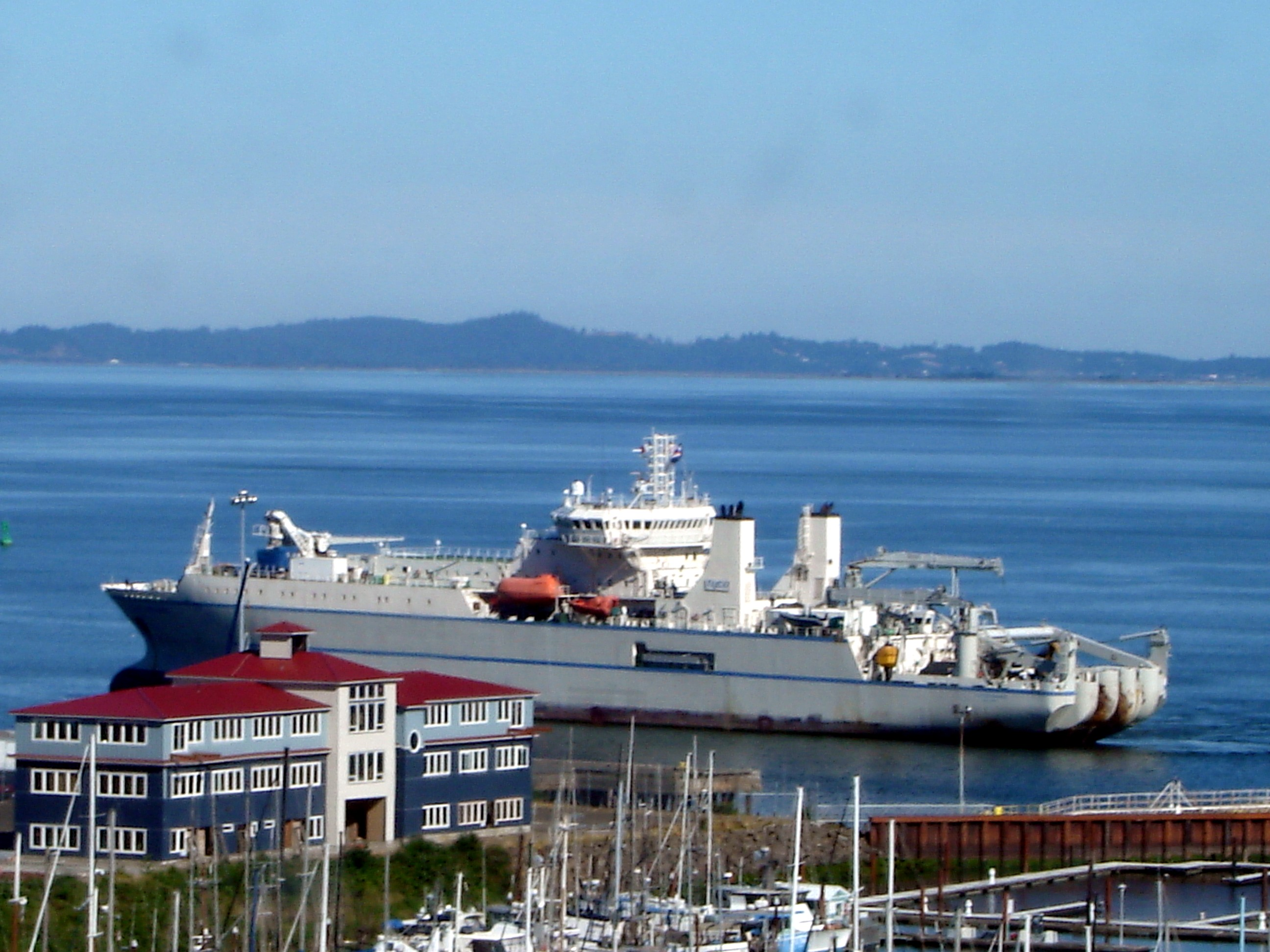
C/S Dependable i Astoria, Oregon
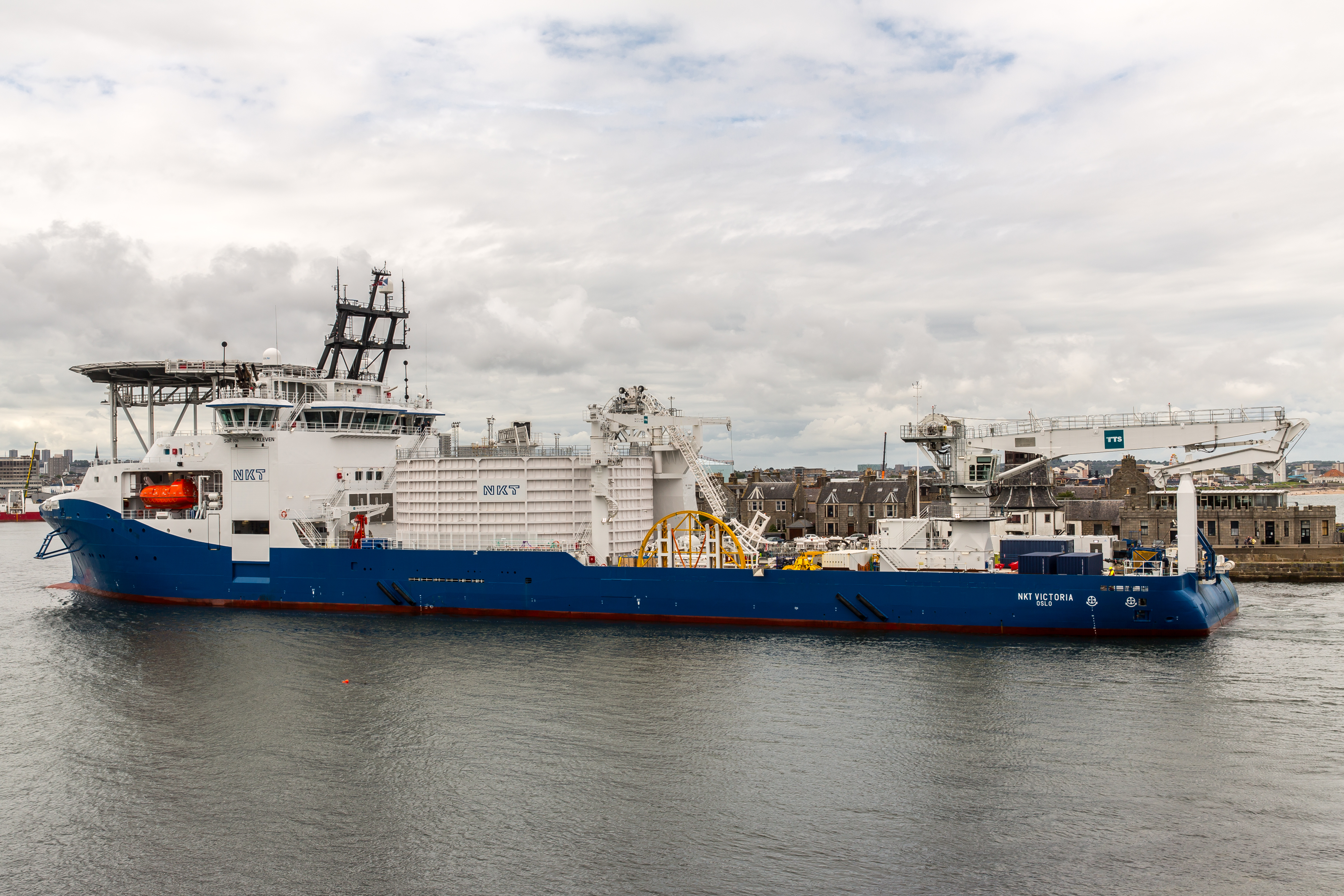
C/S NKT Victoria